# هيميرا
هيميرا كانت مدينة يونانية قديمة هامة في صقلية و تقع على الساحل الشمالي للجزيرة عند مصب النهر الذي يحمل نفس الاسم (غراندي الحالي)، و بين بانورموس (باليرمو الحديثة) و سيفاليديوم (سيفالو حالياً). تقع أطلالها ضمن حدود بلدية تيرميني إميرسي الحالية.

## أعلام
- أغاثقلس